# Revolution Revolución
| Оценки критиков | Оценки критиков |
| Источник        | Оценка          |
| --------------- | --------------- |
| Allmusic        | [ 2 ]           |

Revolution Revolucion — дебютный альбом американской нью-метал-группы Ill Niño, выпущенный в 2001 году. Он был продан тиражом в 375 000 копий в США.

## Список композиций
Все песни написаны Кристианом Мачадо, Марком Риццо и Дэйвом Чаварри.
| №   | Название                | Длительность |
| --- | ----------------------- | ------------ |
| 1.  | «God Save Us»           | 3:39         |
| 2.  | «If You Still Hate Me»  | 2:55         |
| 3.  | «Unreal»                | 3:33         |
| 4.  | «Nothing's Clear»       | 3:22         |
| 5.  | «What Comes Around»     | 3:46         |
| 6.  | «Liar»                  | 3:31         |
| 7.  | «Rumba»                 | 3:35         |
| 8.  | «Predisposed»           | 4:13         |
| 9.  | «I Am Loco»             | 3:30         |
| 10. | «No Murder»             | 3:21         |
| 11. | «Rip Out Your Eyes»     | 2:49         |
| 12. | «Revolution/Revolución» | 3:30         |
| 13. | «With You»              | 3:57         |

Примечания:
- Альбом был перевыпущен 22 октября 2002 года со следующими треками:

| №   | Название                                         | Длительность |
| --- | ------------------------------------------------ | ------------ |
| 14. | «Fallen»                                         | 3:38         |
| 15. | «Eye for an Eye» (Live @ Brixton, кавер Soulfly) | 3:55         |
| 16. | «God Save Us» (Live @ Brixton)                   | 4:02         |
| 17. | «What Comes Around» (Spanish Version)            | 3:46         |
| 18. | «Unreal» (Spanish Version)                       | 3:34         |

## Участники записи
- Кристиан Мачадо — вокал, семплы
- Жардель Мартинс Пайзанте — гитара
- Марк Риццо — гитара
- Лазаро Пина — бас-гитара
- Дэйв Чаварри — ударные, семплы, перкуссия.
- Рожер Васкес — перкуссия

## Критика
Allmusic поставил альбому 3 звезды из 5, а Брайан О'Нил отметил: «Испанская лирика и латинский колорит укрепляют, но не перегружают. Это отличный дебют для фанатов, которые больше склоняются к интеллектуальной стороне современного метала». Пользователи оценили альбом в 3,5 звезды из 5.